# Pray (álbum de Rebecca St. James)
Pray é o quinto álbum de estúdio da cantora Rebecca St. James, lançado a 20 de Outubro de 1998 pela ForeFront Records. No Brasil, foi distribuído pela Gospel Records.
O disco foi certificado Ouro em Setembro de 2006. Com este disco a cantora ganhou o seu primeiro Grammy Awards, na categoria "Rock Gospel Album of the Year".

## Faixas
1. "Pray" – 4:28
2. "OK" – 4:37
3. "Give Myself Away" – 3:48
4. "Hold Me Jesus" – 5:04
5. "I'll Carry You" – 4:41
6. "Come Quickly Lord" – 4:29
7. "Peace" – 5:50
8. "Mirror" – 4:35
9. "Lord You're Beautiful" – 6:06
10. "Love To Love You" – 5:01
11. "Omega" (Faixa escondida com "Be Thou My Vision") – 11:19

## Tabelas
Álbum
| Tabela (1998)              | Posição |
| -------------------------- | ------- |
| Heatseekers                | 5       |
| Billboard 200              | 168     |
| Top Contemporary Christian | 5       |